# صوفيا كاسترو
صوفيا كاسترو (بالإسبانية: Sofía Castro)‏ هي ممثلة مكسيكية، ولدت في 30 أكتوبر 1996 في مدينة مكسيكو في المكسيك.

## وصلات خارجية
- صوفيا كاسترو على موقع IMDb (الإنجليزية)
- صوفيا كاسترو على موقع قاعدة بيانات الفيلم (الإنجليزية)